# Тыграй
Тыгра́й (амх. ትግራይ ክልል, тигринья ክልል ትግራይ) — один из 12 регионов (штатов) Эфиопии, ранее известный как регион 1. Административный центр — город Мэкэле. Граничит с Эритреей на севере, с Суданом — на западе, на востоке — с регионом Афар и с регионом Амхара — на юге. Площадь — 50079 км².
Кроме административного центра — города Мэкэле, крупными городами являются: Адди-Грат, Адуа и Аксум.

## Население
По данным переписи 2007 года население региона составляет 4 316 988 человек: 2 126 465 мужчин и 2 190 523 женщины. Городское население насчитывает 844 040 человек (19,55 %). Средняя плотность населения составляет 104,2 чел/км². На территории региона насчитывается 992 635 отдельных хозяйства, таким образом, приходится в среднем 4,4 человека на одно хозяйство (3,4 человека — в городских хозяйствах и 4,6 человек — в сельских).
Этнический состав: 96,55 % населения составляет народ тиграи; другие этнические группы включают амхара (1,63 %), иробы (0,71 %), афар (0,29 %), агау (0,19 %), оромо (0,17 %) и др. 95,6 % населения — православные христиане, 4,0 % — мусульмане, 0,4 % — католики и 0,1 % — протестанты.
По данным прошлой переписи 1994 года население составляло 3 136 267 человек: 1 542 165 мужчин и 1 594 102 женщины. Городское население насчитывало 621 210 человек (14 %).
По данным на 2004 год, 53,99 % населения имеют доступ к чистой питьевой воде. Уровень грамотности составляет 67,5 % для мужчин и 33,7 % для женщин. Уровень детской смертности — 67 на 1000 родившихся (что ниже среднего по стране показателя 77 на 1000).

## Административное деление
- Центральная зона (Mehakelegnaw Zone)
- Восточная зона (Misraqawi Zone)
- Мэкэле (Mekele)
- Южная зона (Debubawi Zone)
- Западная зона (Mi’irabawi Zone)

## Современная история
В ноябре 2020 года в регионе вспыхнул вооружённый конфликт между федеральными войсками и властями автономии. В результате на большей части региона шли бои.

## Сельское хозяйство
По данным на 2005 год в регионе имеется 2 713 750 голов крупного рогатого скота (7 % от общего числа в Эфиопии); 72 640 овец; 208 970 коз; 1200 лошадей; 9190 мулов; 386 600 ослов; 32 650 верблюдов.

## Реакции
Международные петиции о гуманитарной помощи Тыграю были поданы, например, заинтересованными учеными и еще одной петицией по Аваазу (Avaaz).